# $

Signo del dólar

$ (conocido como signo de peso o signo de dólar) es un símbolo monetario utilizado por múltiples monedas del mundo, sobre todo en América, entre ellas el peso, dólar, real brasileño y córdoba nicaragüense. El peso mexicano fue la primera moneda en abreviarse con el signo $ antes que el dólar estadounidense, que también acabó abreviándose con ese símbolo.
Este signo de pesos se utiliza para representar, las siguientes monedas.
- el peso, ya sea el argentino, el chileno, el colombiano, el cubano, el dominicano, el uruguayo y otros, excepto el peso filipino, cuyo símbolo es ₱.
- el dólar, ya sea el estadounidense, el australiano, el canadiense el de Hong Kong u otros;
- el córdoba nicaragüense;
- el real brasileño,
- el pa'anga o dólar tongano.

## Sintaxis
En América el símbolo $ suele ir delante y sin espacio («$15»). En España va detrás y con espacio («15 $»).

### Combinación
El signo $ convive con los códigos de tres letras establecido por la organización internacional ISO en su estándar ISO 4217.  Por ejemplo: MXN para el peso mexicano o USD para el dólar estadounidense. 
El signo $ (como €, £) tiene aplicación sobre todo localmente y por lo general es preferible el código ISO especialmente en contextos internacionales. 
El signo no se usa en conjunción con el código, como en «El Gobierno deberá pagar USD $178 millones», pues se estaría duplicando la unidad. También se desaconsejan los símbolos que combinan letras con signos (como US$), aunque excepcionalmente las Academias de Lenguas admiten C$ para el córdoba nicaragüense.

## Historia
El signo se comienza a usar en la correspondencia comercial en la década de 1770 para referirse al real de a ocho español. Un estudio de documentos hispanoamericanos y estadounidenses de los siglos XVII y XIX afirma que el símbolo $ es una corrupción de la abreviatura para la palabra «peso», «ps»" o «ps». A finales del siglo XVIII se ve que esta abreviatura se simplifica con las letras escritas una sobre la otra y la "p" reducida a una línea vertical. El uso más temprano tenía el signo con un solo trazo vertical. Por algún tiempo se usó el símbolo con el doble trazo (cifrão) ({\displaystyle \mathrm {S} \!\!\!\Vert }), pero está de nuevo cayendo en desuso.
El peso era conocido como el «dólar español» en la Norteamérica británica, y en 1785 fue adoptado como moneda de los Estados Unidos, junto con el término «dólar». El símbolo $ continuó usándose para referirse a la nueva divisa.

## Hipótesis alternativas del origen

### 8 vertical
Según esta hipótesis, deriva de una raya vertical con el número 8 (del real de a ocho), y denota piezas de ocho. El Oxford English Dictionary, hasta 1963, sostuvo que esta era la explicación más probable, aunque ediciones más recientes del diccionario la han puesto en duda.

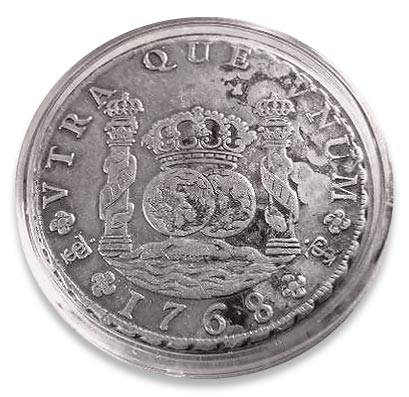
Imagen de una moneda de plata de 1768, el real de la colonia española, que muestra la marca PTSI ($) en el cuadrante inferior derecho y, también, las columnas alrededor de los hemisferios (esta vez desplegados uno al lado del otro).

### Marca plasmada de Potosí
Esta hipótesis sostiene que la muestra del dólar fue derivada o inspirada por la marca plasmada en las «piezas españolas de ocho» que eran elaboradas en la Casa de la Moneda de la ciudad de Potosí (en la actual Bolivia). La marca plasmada fue compuesta de las letras «PTSI» sobrepuestas una con otra y lleva una semejanza innegable con el signo del dólar. La marca que apareció en las monedas de plata que fueron acuñadas de 1573 a 1825 en Potosí, la más grande marca plasmada durante el período colonial, siendo reconocido extensamente a través de las colonias norteamericanas.

### Marca de esclavo
Los esclavistas marcaban a los esclavos con una S cruzada con un clavo («es clavo»). Aunque originalmente eran una S y una I (sine iure = sin derechos).

### Heráldica española

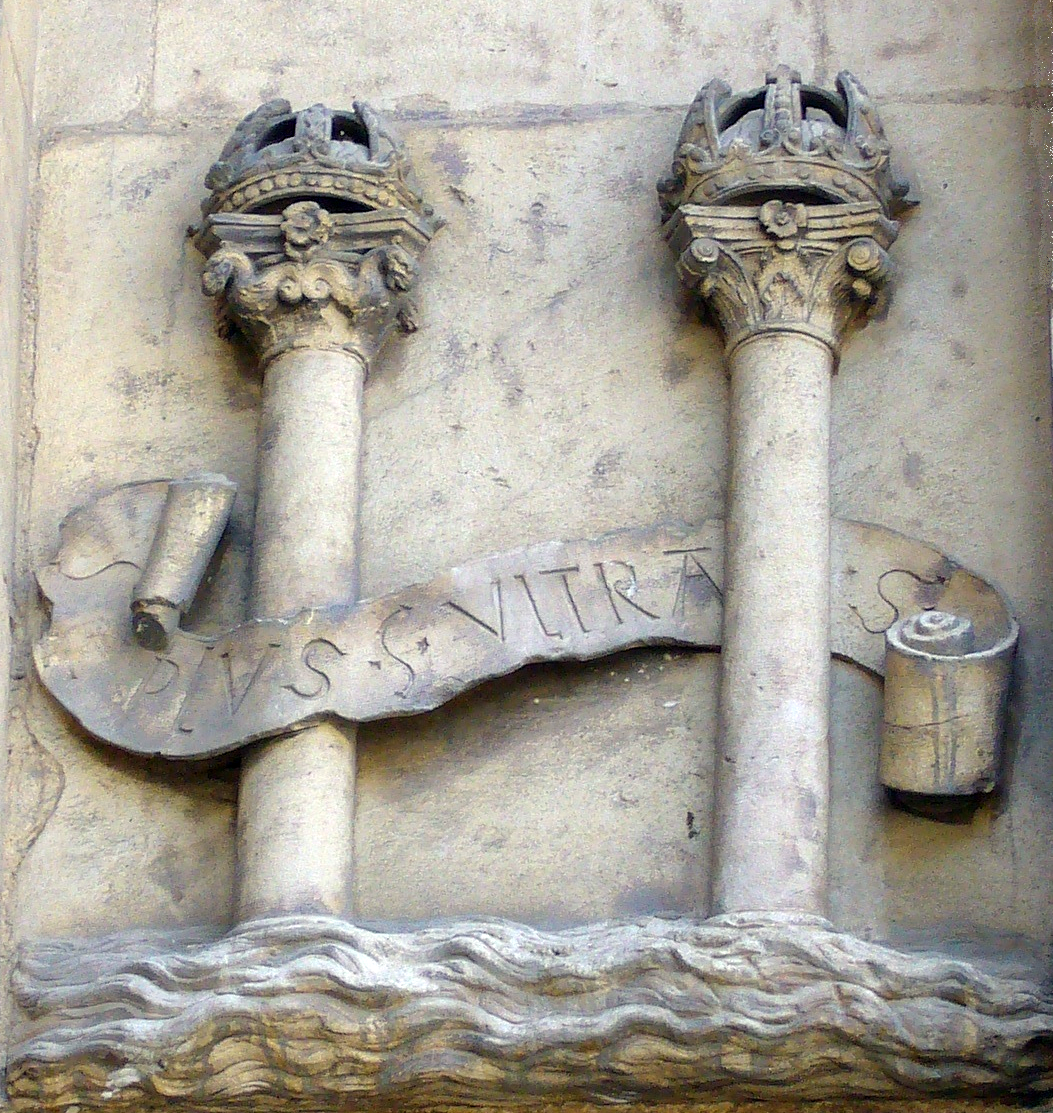
Las columnas de Hércules con el listón en forma de "S" en el ayuntamiento de Sevilla, España.

Una de las explicaciones más comunes (y que se encuentra en muchos libros de historia españoles e hispanoamericanos) es que el signo del peso deriva del escudo de armas español grabado en la moneda española de plata de la colonia, el «real de a ocho», que incorporaba el relieve del mundo y las Columnas de Hércules con el lema Plus Ultra. Las Columnas de Hércules habían estado incorporadas al escudo de Carlos I de España desde comienzos del siglo XVI.
En los documentos españoles, la S barrada se usaba para indicar «suma total», sin embargo, por la diferente notación a la hora de anotar divisas, los ingleses creían que esa S barrada significaba «peso» (peso fuerte, real de a 8, o peso de 8 reales).
Para una cantidad de 2345 pesos, un documento español reflejaría «$ 2345 p.», pero un inglés entendería que el primer signo es el de la divisa, mientras que los españoles lo escriben después.
Podría entenderse el signo «$» como una abreviatura del Real de a 8, de manera que la «S» serían los dos hemisferios de la Tierra, pero en vertical, mientras que la «I» sería la fusión de las dos Columnas de Hércules en una (algunos aparecen con dos columnas). Con eso sería más rápido de escribir.

### De Estados Unidos
El real de a ocho fue una moneda de plata que acuñaba el Imperio español después de la reforma de 1497 y durante tres siglos fue moneda de reserva, convirtiéndose en la primera moneda de reserva mundial. La moneda de reserva durante el siglo XIX y parte del XX fue la libra esterlina británica, y desde 1944 lo es el dólar estadounidense. La moneda de reserva es usada por los gobiernos, bancos centrales e instituciones como forma de pago internacional o para influir en el tipo de cambio interno. Para que una moneda pase a ser moneda de reserva mundial es preciso que sea estable y que sea emitida con un país con gran poderío militar e industrial. Existía una moneda austríaca de plata que no fue tan importante como el real de a ocho, el thaller o talero, por lo que al real de a ocho español se le llamó spanish daller, de donde viene la palabra dólar.
El real de a ocho fue la primera moneda de curso legal en Estados Unidos y se mantuvo en uso en el país hasta que una ley de 1857 desautorizó su uso. Mientras estaba en uso en ese país tenía el mismo valor que el dólar. En cualquier caso, hasta 1997 curiosamente el precio de las acciones en el mercado de valores de Estados Unidos estaba dado en "octavos de dólar".

Las Columnas de Hércules en el actual escudo de armas de España.

En el real de a ocho aparecía el mundo con las Columnas de Hércules y una cinta con el lema Plus Ultra. La estilización de las dos columnas con la cinta es lo que daría lugar al símbolo de la S atravesada por dos palos, y en la actualidad a veces se prescinde del segundo palo y se pone simplemente uno.

### Unidad de la plata
Sugiere que deriva de la «unidad de la plata»; cada unidad es un «trozo» de las «piezas de ocho». Antes de la revolución estadounidense, los precios fueron cotizados a menudo en unidades del dólar Español. Según esta teoría, cuando un precio fue cotizado el signo «S» fue utilizado para indicar la plata con una «U» escrita en el tope para indicar unidades. Posteriormente la «U» fue substituida por las marcas verticales dobles.

### Tálero alemán
Dice que deriva del símbolo que se utilizó en un tálero alemán. Según Ovason (2004), a un lado de un tipo de tálero se muestra un Cristo crucificado, mientras que al otro lado se muestra a una serpiente colgada de una cruz, las letras NU cerca de la cabeza de la serpiente, y al otro lado de la cruz el número 21. Se refiere a la Biblia, Números, Capítulo 21.

### Sestercio romano
Dice que el signo «$» surge de la moneda romana más importante, el sestercio, que tenía las letras «HS» como signo de la moneda. Cuando se fusionan estas letras forman el signo del dólar con dos líneas verticales (la línea horizontal de la «H» que se combina con la «S») son símbolos reconocidos.

### Mitología griega
Dice que el signo $ pudo también haber sido originado de Hermes, dios griego de los banqueros, de los ladrones y de los mensajeros: además de la grulla, uno de sus símbolos fue el caduceo, dos serpientes entrelazadas en una vara formando curvas sinuosas.

### Pilares en el templo de Salomón
Estas son dos líneas verticales que representan los dos pilares, Boaz y Jachin, en el original Templo de Salomón en Jerusalén. Esta hipótesis se basa en la idea de símbolos masónicos, tales como el Ojo que lo ve todo de dios; apareció en los EE. UU. modernos, aunque no apareció en 1785.

## Historia reciente del signo $
De acuerdo con una placa en St Andrews, Escocia, el primer signo del dólar fue fundido en Filadelfia en 1797 por el inmigrante escocés John Baine.

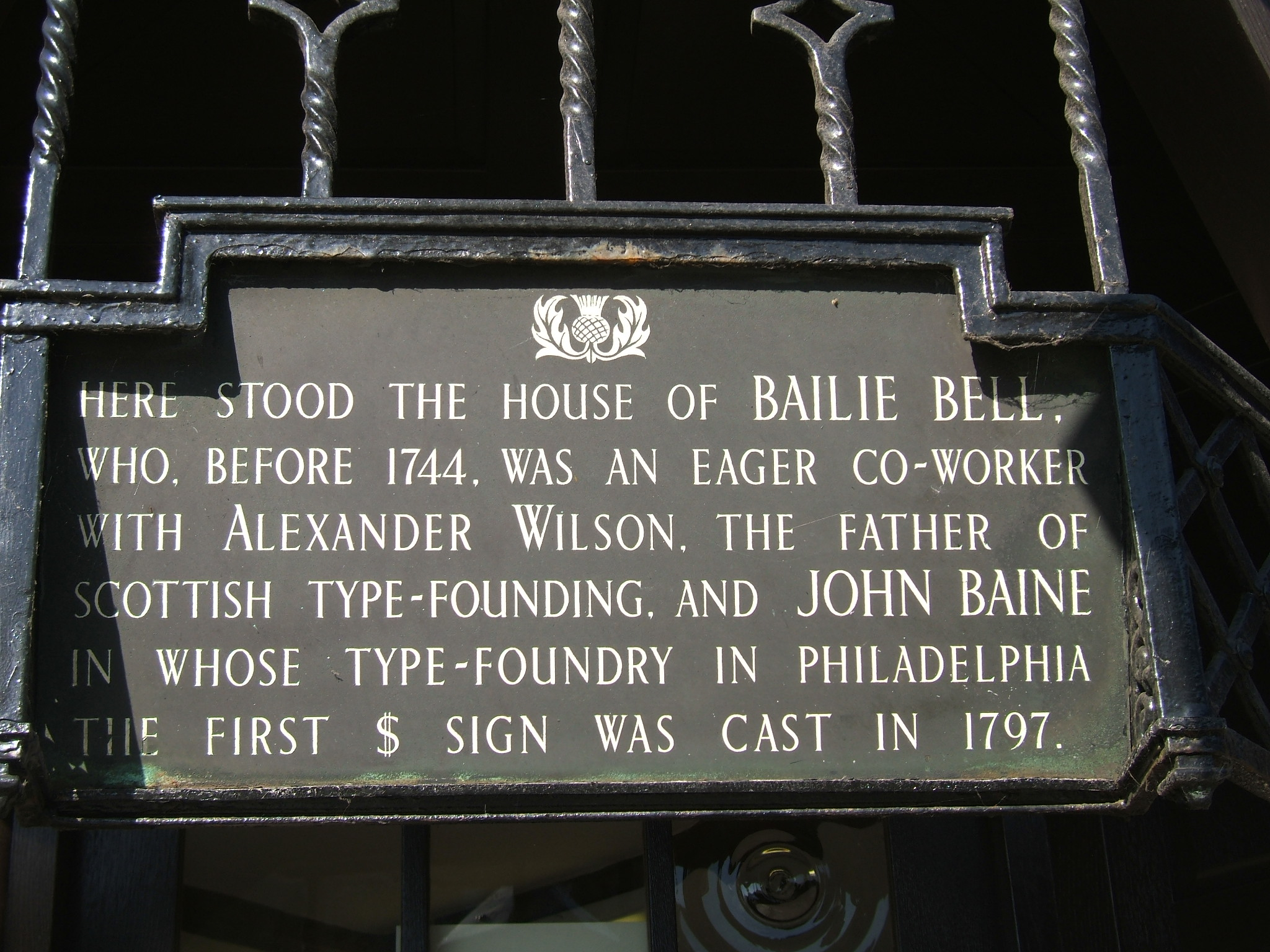
La placa en St. Andrews.

El signo del dólar no apareció en las monedas oficiales de los EE. UU. hasta febrero del 2007, cuando fue utilizado en el revés de una moneda de $1 autorizada por el «Acta Presidencial de monedas de $1 de Estados Unidos» en 2005.

## Uso en la programación de ordenadores
El signo $ es uno de los pocos símbolos que está casi universalmente presente en los teclados de las computadoras, pero por otra parte usado muy raramente en su significado literal sino en los lenguajes de programación; el signo $ se ha utilizado en las computadoras para muchos propósitos no relacionados con el dinero, incluyendo:
- $ es utilizado como un fin de cadena en CP/M y posteriormente también en todas las versiones de 86-DOS, PC-DOS, MS-DOS y derivados (Int 21h con AH=09h).
- $ significa el fin de una línea o del archivo en editores de textos ed, ex, vi y derivados.
- $ empareja el fin de una línea o de una secuencia en las expresiones regulares de sed, grep, y POSIXy Perl.
- $ es utilizado para definir cadenas de caracteres variables en las más viejas versiones del lenguaje de programación BASIC ($ a menudo es pronunciado como «secuencia» en vez de «dólar» en este uso).
- $ se utiliza para definir constantes hexadecimales en lenguajes de programación como Pascal y Delphi, así como en ciertas variantes de lenguaje ensamblador.
- $ se utiliza en los comienzos de nombres para definir variables en lenguaje de programación PHP y en el lenguaje de escritura de automatización Autolt, variables escalar en el lenguaje de programación Perl), y variables globales en lenguaje de programación Ruby.
- En la mayoría de los lenguajes Shell script, $ se utiliza para interpolar variable de entorno, variables especiales, cómputos aritméticos y caracteres especiales, y realizar la traducción de secuencias localizadas.
- En Unix como sistema, el $ es a menudo parte del Command Prompt, dependiendo del Shell del usuario y ajustes del ambiente. Por ejemplo, los ajustes del ambiente por defecto para el bash shell específico $ como parte del command prompt.
- $ se utiliza en la composición tipográfica del TeX, lenguaje para delimitar regiones matemáticas.
- $ es utilizado por prompt command en DOS para insertar secuencias especiales en la secuencia prompt de comando del DOS.
- Fórmulas en Microsoft Excel y otras hojas de cálculo usan $ para indicar una referencia absoluta de la celda.
- En muchas versiones de Fortran 66, $ se podía utilizar como una alternativa a la tecla de las comillas para las secuencias delimitadas.
- En PL/M, $ se puede utilizar para poner una separación visible entre las palabras que forman los identificadores. Por ejemplo, «Some$Name» se referirá a la misma cosa que «SomeName» en PL/M.

## Divisas que usan el símbolo
El símbolo se utiliza para representar las siguientes monedas:
- el peso (a la derecha del número);
- el billete (a la izquierda).

Combinado con otros signos, representa las siguientes:
- el córdoba nicaragüense (C$);

- el real brasileño (R$);
- el pa'anga (o dólar tongano) (T$).

En contextos en que se usan dólares y pesos, en ocasiones el signo $ se usa de la siguiente forma:
- US$, $US, $USD, o incluso U$S: dólar estadounidense.
- MXN$: peso mexicano.
- CL$: peso chileno.
- RD$: peso dominicano.
- HK$: dólar de Hong Kong.
- C$: dólar canadiense.
- $a: peso argentino.
- $U: peso uruguayo.
- COP$: peso colombiano.
- A$: dólar australiano.
- b$: boliviano.
- NT$: Nuevo dólar taiwanés

## Códigos en computación
Este símbolo se representar con los siguientes caracteres Unicode:
| Carácter      | $           | $           |
| ------------- | ----------- | ----------- |
| Unicode       | DOLLAR SIGN | DOLLAR SIGN |
| Codificación  | decimal     | hex         |
| Unicode       | 36          | U+0024      |
| UTF-8         | 36          | 24          |
| Ref. numérica | &#36;       | &#x24;      |

## Nombre del signo en español
En los siguientes países, se le dice «signo dólar», «signo de dólares» o «dólar». Por ejemplo, $5 se lee «cinco dólares». Nótese que el signo se pone a la izquierda de la cifra por influencia inglesa, a diferencia de la costumbre para monedas europeas, de poner el signo a la derecha.
Costa Rica, Ecuador, El Salvador, España, Estados Unidos, Guatemala, Honduras, Nicaragua, Panamá, Paraguay, Perú, Puerto Rico y Venezuela.
En los siguientes países, se le dice «signo peso», «signo de pesos» o «pesos». Por ejemplo, $5 se lee «cinco pesos». 
Argentina, Chile, Colombia, Cuba, Filipinas, México, República Dominicana y Uruguay.